# Lilo Ramdohr
Lieselotte "Lilo" Fürst-Ramdohr (Aschersleben, 11 de outubro de 1913 — Starnberg, 13 de maio de 2013) foi uma membro do ramo de Munique do grupo de resistência estudantil Rosa Branca (Weiße Rose) na Alemanha Nazista.

## Início de vida
Ramdohr era descendente de uma família de comerciantes de Aschersleben. Depois de meio ano na Inglaterra e um ano no colégio interno do Dr. Fritz Weiß em Weimar, onde começou sua longa amizade com Falk Harnack, ela se mudou para Munique em 1934 para se tornar cenógrafa. De março de 1935 a fevereiro de 1936, ela aprendeu ilustração de livros na Württembergische Kunstgewerbeschule em Estugarda. Em 1936, ela se mudou para Dresden para frequentar a escola de dança até que os nazistas a fecharam. Ramdohr mudou para uma escola estatal em Stuttgart, e mais tarde dirigiu uma escola particular em Heilbronn. Ela acabou se casando com Otto Berndl, filho de um arquiteto bávaro. Sua preferência religiosa era luterana.

## A Rosa Branca
Em 1941, ela fez amizade com Alexander Schmorell, Christoph Probst e Hans Scholl, e mais tarde Traute Lafrenz, Sophie Scholl e Willi Graf. Depois que seu marido foi morto na Rússia em maio de 1942, ela começou a armazenar documentos e um aparelho de duplicação em seu apartamento em Neuhausen-Nymphenburg. Em novembro de 1942, ela expandiu as atividades clandestinas do grupo unindo forças com grupos mais poderosos em Berlim, como o Círculo de Kreisau e o líder da resistência cristã Dietrich Bonhoeffer, com a ajuda de Falk Harnack.

## Fuga de Munique
Em 2 de março de 1943, Ramdohr foi presa, mas foi soltapor falta de provas. Mais tarde naquele mês, Heinrich Himmler ordenou que ela fosse presa novamente e condenada à morte, mas ela conseguiu escapar. Ramdohr casou-se com o estudante de medicina Carl Gebhard Fürst (1920–2010), nascido na Alemanha e criado no Brasil, em fevereiro de 1944 em Munique, e fugiu para sua cidade natal, Aschersleben, usando o nome Lieselotte Fürst.

## Era pós-guerra
Ramdohr sobreviveu à guerra e em 1948 fugiu com sua filha de quatro anos, Doma-Ulrike, da zona de ocupação soviética de volta à Baviera, onde se tornou instrutora de esportes em internatos na Alta Baviera. Em 1995, ela publicou suas memórias "Amizades na Rosa Branca". Até sua morte, ela viveu em uma pequena cidade fora de Munique. A BBC a descreveu como uma "ágil pessoa de 99 anos".

## Documentários
- Em 1996, Bavarian Broadcasting, BR, televisionou uma biografia de Ramdohr como parte de sua série Lebenslinien. O diretor era Hans-Sirks Lampe.
- Em 1995, Geschichtswerkstatt Neuhausen transmitiu entrevistas televisivas com Ramdohr no documentário Davon haben wir nichts gewusst...Neuhausen unter der Nazi-Zeit.
- Em 2008, as entrevistas com Ramdohr foram apresentadas no documentário Die Widerständigen - Zeugen der Weißen Rose.

## Obras de Lilo Fürst-Ramdohr
- Freundschaften in der Weißen Rose. Verlag Geschichtswerkstatt Neuhausen, Munich 1995, ISBN 978-3-931231-00-2
- Die Weiße Rose (by Inge Scholl); p. 139. Frankfurt/M. 1994, ISBN 978-3-596-11802-1
- Seiltanz (Lyrics of the Munich Catacombe); Ed. Nanette Bald, Roman Kovar, Munich 1991. ISBN 978-3-925845-20-8